# 지바조선초중급학교
지바조선초중급학교(일본어: 千葉朝鮮初中級学校)는 학교법인 지바조선학원이 운영하는 지바현 지바시 하나미가와구에 위치한 조선학교이다.